# Artjom Artjunin
Artjom Artjunin (ros. Артём Артюнин, Artiom Artiunin; ur. 24 stycznia 1990 w Tallinnie) – estoński piłkarz rosyjskiego pochodzenia występujący na pozycji obrońcy w klubie Tallinna JK Legion (Meistriliiga).

## Kariera klubowa
Grę w piłkę nożną rozpoczął w wieku 12 lat w Maardu FS Junior. Rok później przeniósł się do akademii piłkarskiej Tallinna FC Levadia. W 2006 roku rozpoczął występy w zespole Maardu FC Levadia-Juunior, który rywalizował na trzecim poziomie rozgrywkowym. W styczniu 2007 roku wypożyczono go na jedną rundę do czwartoligowego Maardu Esteve. Po powrocie do Levadii grał w drużynie rezerw, z którą w sezonach 2007 i 2008 zajął pierwsze miejsce w Esiliidze. W rundzie jesiennej sezonu 2009 był na zasadzie wypożyczenia graczem Tartu JK Tammeka. 8 sierpnia 2009 w barwach tego klubu zadebiutował w Meistriliidze w przegranym 1:6 meczu z Tallinna FC Levadia. Od sezonu 2010 rozpoczął występy w pierwszej drużynie Levadii. W 2013 i 2014 roku wywalczył mistrzostwo Estonii, oprócz tego zdobył trzykrotnie Puchar i dwukrotnie Superpuchar Estonii. Pod koniec 2014 roku zdecydował się nie przedłużać wygasającego kontraktu.
W styczniu 2015 roku odbył testy w norweskim klubie IK Start, jednak sztab szkoleniowy nie zdecydował się go zatrudnić. W tym samym miesiącu podpisał umowę z FC Brașov. 20 lutego 2015 zadebiutował w Liga I w przegranym 0:1 meczu przeciwko Petrolulowi Ploeszti. Po rozegraniu na początku rundy wiosennej trzech ligowych spotkań przegrał rywalizację o miejsce w podstawowym składzie. Z powodu niewypłacalności FC Brașov wiosną 2015 roku odszedł z zespołu i powrócił do Tallinna FC Levadia, z którą związał się półrocznym kontraktem. W sezonie 2015 rozegrał 13 ligowych spotkań i wywalczył ze swoim klubem wicemistrzostwo Estonii. W styczniu 2016 roku przeszedł testy w Miedzi Legnica, po których podpisał dwuletnią umowę. W barwach tego zespołu rozegrał na poziome I ligi 4 spotkania, w których zdobył 1 gola. Pod koniec letniego okna transferowego 2016 rozwiązał polubownie obowiązujący go kontrakt i przez kolejne 3 miesiące pozostawał bez pracodawcy.
W grudniu 2016 związał się roczną umową z Tallinna FC Levadia, gdzie zaliczył 32 występy. Na początku 2018 roku odbył testy w Budapest Honvéd FC oraz Pogoni Siedlce. Wkrótce po tym został piłkarzem JK Tallinna Kalev, w którym występował przez pół roku. Latem 2018 roku przeszedł do SFK Etyr Wielkie Tyrnowo prowadzonego przez Krasimira Bałykowa. 10 sierpnia 2018 rozegrał pierwszy mecz w A PFG w spotkaniu przeciwko Czerno More Warna (1:1).

## Kariera reprezentacyjna
Artjunin w latach 2008–2013 występował w młodzieżowych reprezentacjach Estonii w kategorii U-19, U-21 oraz U-23, zaliczając łącznie 43 spotkania.
W listopadzie 2013 roku otrzymał od Tarmo Rüütliego pierwsze powołanie do seniorskiej reprezentacji Estonii. 15 listopada zadebiutował w towarzyskim meczu przeciwko Azerbejdżanowi w Tallinnie (2:1).

## Sukcesy
Tallinna FC Levadia
- mistrzostwo Estonii: 2013, 2014
- Puchar Estonii: 2009/10, 2011/12, 2013/14
- Superpuchar Estonii: 2010, 2013